# Upplands runinskrifter 979
Runinskrift U 979 är en runsten av ljusgrå granit som står till vänster om nordportalen till Gamla Uppsala kyrka i Uppsala kommun.

## Inskriften
"Runstenen" saknar runor, men är ändå upptagen i verket Sveriges runinskrifter. Ornamentiken består av ett Johannitkors, samt konturen av ett skepp. Ristningen är mycket sliten.
Andra runinskrifter med skeppavbildningar är  DR 77, DR 119, DR 220, DR 258, DR 271, DR 328, DR EM85;523, Ög 181, Ög 224, Ög MÖLM1960;230, Sö 122, Sö 154, Sö 158, Sö 164, Sö 350, Sö 352, Vg 51 in Husaby, U 370, U 1052 och Vs 17. Tre andra stenar med skeppavbildningar saknar runor: i Hørdum, vid Långtora kyrka och U 1001 i Rasbo.